# Greenpois0n
Greenpois0n은 iOS의 탈옥과 관련된 많은 개발자들이 'Dream team' 을 만들어서 개발한 탈옥툴이다. 현재 애플의 운영 체제인 Mac OS X 에서만 구동이 가능하며, iOS 5.0.1을 탑재하고 있는 A5 기기들 (iPhone 4S, iPad 2)를 새로이 지원한다. 곧 윈도용 버전이 나올 것으로 추정되며, 현재 버전은 0.1.2.2이다.